# Самый достойный (фильм)
«Самый достойный» (англ. The Best Man) — экранизация политической драмы по пьесе Гора Видала 1960 года.

## Сюжет
Это один из немногих точных фильмов об Америке, и истинном характере её политики. Со всей неприглядностью демонстрируется политическое закулисье, полное жестокости и политического соглашательства. Два претендента из противоположных партий борются за президентское кресло, освобождающееся после отставки последнего главы государства. Каждый из претендентов ведёт слежку за своим конкурентом и ищет себе союзников и противников для оппонента. Допуская, что история вымышленная, она рискует остаться вечной, ибо сюжет подсмотрен писателем в собственной политической биографии.

## Актёрский состав
| В ролях         |  | Персонаж                |
| --------------- |  | ----------------------- |
| Генри Фонда     |  | Уильям Рассел           |
| Клифф Робертсон |  | Джо Кентвелл            |
| Эди Адамс       |  | Мабель Кентвелл         |
| Маргарет Лейтон |  | Элис Рассел             |
| Шелли Берман    |  | Шелдон Баскомб          |
| Ли Трейси       |  | президент Арт Хокстадер |
| Энн Сотерн      |  | Сью Эллен Гамадж        |
| Джин Рэймонд    |  | Дон Кентвелл            |
| Кевин Маккарти  |  | Дик Дженсен             |
| Говард К. Смит  |  | Говард К. Смит          |
| Джон Генри Фолк |  | губернатор Т.Т. Клейпул |
| Ричард Арлен    |  | сенатор Оскар Андерсон  |
| Блоссом Рок     |  | уборщица                |

## Награды и номинации
- 1964 — соискатель премии «Оскар» за лучшую мужскую роль второго плана — Ли Трейси
- 1965 — соискатель премии «Золотой глобус» за лучшую женскую роль второго плана — Энн Сотерн
- 1965 — соискатель премии «Золотой глобус» за лучшую мужскую роль второго плана — Ли Трейси
- 1965 — Специальный приз жюри за фильм на Международном кинофестивале в Карловых Варах — Франклин Шеффнер